# Kraj
Kraj (plural: kraje) este unitatea administrativă de cel mai înalt nivel din Cehia, Slovacia și fosta Cehoslovacie. Denumirea înseamnă aproximativ (parte din) țară.
"Krajele" sunt împărțite în okresy. 
Prima divitiune în "kraje" a fost creată în 1949 în Cehoslovacia și continuă să existe în cele două țări și în ziua de azi, (cu excepția începutului ultimului deceniu al secolului trecut), în ciuda tutror reforme administrative. 